# Varsågod och skölj
Varsågod och skölj är en svensk film från 1947 i regi av Gunnar Olsson. Filmen är en reklamspelfilm för tvättmedlet Radion. Filmfotograf var Hilmer Ekdahl. Filmen hade Stockholmspremiär på biografen Rigoletto den 9 januari 1949.

## Rollista
- Max Hansen
- Nita Värhammar
- Stina Ståhle
- Marianne Gyllenhammar
- Tord Stål